# دان نوغينت
دان نوغينت (بالإنجليزية: Dan Nugent)‏ هو لاعب كرة قدم أمريكية أمريكي، ولد في 22 أغسطس 1953 في ماونت كليمنس في الولايات المتحدة، وتوفي في 18 أغسطس 2001 في بوكا راتون في الولايات المتحدة.

## وصلات خارجية
- دان نوغينت على موقع مرجع كرة القدم المحترفة.كوم (الإنجليزية)